# Tentative de coup d'État de 1966 au Congo
La tentative de coup d'État de 1966 au Congo est survenue pendant 10 jours en juin et juillet 1966 lorsqu'une tentative de coup d'État a eu lieu en République du Congo. Le coup d'État a été déclenché à la suite de la rétrogradation de Marien Ngouabi (le futur président) qui a été accusé d'insubordination.

## Déroulement
L'unité d'élite de parachutistes de Ngouabi a pris le contrôle d'une partie de la capitale Brazzaville et a réussi à couper les télécommunications et les transports de la ville.
Un groupe de plus de 200 soldats de l'armée cubaine, alors résidant à Brazzaville, protégeait la station de radio gouvernementale ainsi que le gouvernement congolais contre les parachutistes rebelles. Lorsque le président Alphonse Massamba-Débat est rentré au pays le 3 juillet, il a été accueilli à l'aéroport par des membres de son gouvernement et non par des militaires, comme c'était la coutume.
Les diplomates soviétiques, américains, ouest-allemands, belges et français présents ont tous convenu que la présence de l'armée cubaine dans la capitale avait empêché le renversement du régime.